# 伊三郎號、新平號列車
伊三郎（日语：いさぶろう）與新平（日语：しんぺい）是日本九州旅客鐵道專門往返於人吉車站 - 吉松車站間的肥薩線特別急行列車。伊三郎與新平實際上是同一列列車的兩個名字，分別是名為「伊三郎」的下行列車（人吉往吉松），與名為「新平」的上行列車（吉松往人吉）。

## 概要
「伊三郎」「新平」是從1996年3月16日開始運行，每日四個往返的普通列車以及一個往返的專用列車。
2004年九州新幹線鹿兒島段通車開業，新的專用車輛投入，當初一輛編成、一個往返的形式改為每日兩個往返，2輛或3輛編成的運行模式。

### 列車名稱由來
在肥薩線從矢岳車站往真幸車站路上，會通過肥薩線的最長隧道「矢岳第一隧道」，隧道靠矢岳方向有當時的遞信大臣山縣伊三郎所提的「天險若夷」，靠真幸方向，有由當時鐵道院總裁後藤新平所提的「引重致遠」。這就是「伊三郎・新平」列車名稱的由來。

## 運行概況
從人吉車站 - 吉松車站間，一天有「伊三郎」下行二個班次，以及「新平」上行二個班次，不過是使用同一組列車做往返的運行。為了考量接續搭乘的方便，在人吉車站會與「九州橫斷特急」列車得到站時刻銜接，在吉松車站則會與「隼人之風」列車銜接。
原本只有一輛編成運行時只有駕駛員。在2004年10月9日開始2輛編成運行，並且開始提供車內販售服務，車上有兩位客室乘務員配合做販售以及驗票的工作。在旅客較多的時期會增加到三輛連結運行，並增加人力處理車掌以及乘客事務。

### 停車站
人吉車站 - 大畑車站 - 矢岳車站 - 真幸車站 - 吉松車站

## 沿革
- 1996年3月16日：人吉車站 - 吉松車站間每日一往返的普通列車定名為「伊三郎」「新平」。
- 2004年3月13日：九州新幹線鹿兒島段通車，列車調整了以下變動
  1. 使用車輛由原本的キハ31形氣動車改為キハ140形氣動車。
  2. 定期列車的「伊三郎」「新平」車輛編號改為「伊三郎101號」「新平102號」。
- 2004年10月9日：以キハ47形氣動車改造增加車輛，以兩輛編成型態運行。同時開始車內的營業販售服務。
- 2005年3月1日：「伊三郎101號」「新平102號」的定期列車重新編號。「伊三郎101號」改為「伊三郎1號」、「新平102號」改為「新平2號」、之後的列車編號為「伊三郎3號」「新平4號」以此類推。
- 2009年7月18日：增加キハ47形氣動車1輛改造車、在「SL人吉」的運轉日時會以三輛編成的方式運行。

## 外部連結
- （日語）特急 いさぶろう・しんぺい（JR九州）
- （繁體中文）特快列車「伊三郎・新平」（JR九州） （页面存档备份，存于）